# Club Deportivo y Social Juventud Unida
O Club Deportivo y Social Juventud Unida é um clube argentino de futebol que disputa atualmente Primera D (Quinta Divisão). Fundado em 1949, a sua sede fica na cidade de San Miguel.
A equipe manda seus jogos no Estadio Franco Murggieri, em San Miguel, com capacidade para 3.200 espectadores. Suas cores são vermelho e branco.